# Nicole Gibbs
Nicole Gibbs (Cincinnati, 3 de março de 1993) é uma ex-tenista profissional estadunidense. Atingiu o top 70 mundial de simples e possui 12 títulos ITF, nas duas modalidades.
Em 2019, foi diagnosticada com cancro nas glândulas salivares, do qual se curou. Tornou-se caloura da Universidade de Stanford. Durante a pandemia, refletiu e, em 15 de fevereiro de 2021, aos 27 anos, anunciou publicamente sua aposentadoria.

## ITF finais (5–6)

### Simples (4–4)
| Legenda           |
| ----------------- |
| $100,000 torneios |
| $75,000 torneios  |
| $50,000 torneios  |
| $25,000 torneios  |
| $15,000 torneios  |
| $10,000 torneios  |

| Finais por Piso |
| --------------- |
| Duro (4–2)      |
| Saibro (0–2)    |
| Grama (0–0)     |
| Carpete (0–0)   |

| Posição | N. | Data               | Torneio                  | Piso   | Oponente                     | Placar        |
| ------- | -- | ------------------ | ------------------------ | ------ | ---------------------------- | ------------- |
| Campeã  | 1. | Novembro 26, 2007  | Cidade do México, México | Duro   | María Fernanda Álvarez Terán | 7–5, 6–3      |
| Vice    | 1. | Junho 27, 2011     | Buffalo, EUA             | Saibro | Lauren Davis                 | 7–5, 2–6, 4–6 |
| Campeã  | 2. | Julho 2, 2012      | Denver, EUA              | Duro   | Julie Coin                   | 6–2, 3–6, 6–4 |
| Vice    | 2. | Fevereiro 11, 2013 | Rancho Santa Fe, EUA     | Duro   | Madison Brengle              | 1–6, 4–6      |
| Campeã  | 3. | Julho 8, 2013      | Yakima, EUA              | Duro   | Ivana Lisjak                 | 6–1, 6–4      |
| Vice    | 3. | Março 17, 2014     | Innisbrook, EUA          | Saibro | Grace Min                    | 5–7, 0–6      |
| Campeã  | 4. | Julho 14, 2014     | Carson, EUA              | Hard   | Melanie Oudin                | 6–4, 6–4      |
| Vice    | 4. | Julho 21, 2014     | Lexington, EUA           | Duro   | Madison Brengle              | 3–6, 4–6      |

### Duplas (1–2)
| Legenda           |
| ----------------- |
| $100,000 torneios |
| $75,000 torneios  |
| $50,000 torneios  |
| $25,000 torneios  |
| $15,000 torneios  |
| $10,000 torneios  |

| Finais por Piso |
| --------------- |
| Duro (0–1)      |
| Saibro (1–1)    |
| Grama (0–0)     |
| Carpete (0–0)   |

| Posição | N. | Data           | Torneio              | Piso   | Parceira      | Oponentes                         | Placar            |
| ------- | -- | -------------- | -------------------- | ------ | ------------- | --------------------------------- | ----------------- |
| Campeã  | 1. | Maio 10, 2010  | Raleigh, EUA         | Saibro | Kristie Ahn   | Alexandra Mueller Ahsha Rolle     | 6–3, 6–2          |
| Vice    | 1. | Julho 2, 2012  | Denver, EUA          | Duro   | Lauren Embree | Marie-Ève Pelletier Shelby Rogers | 3–6, 6–3, [10–12] |
| Vice    | 2. | Abril 22, 2013 | Charlottesville, EUA | Saibro | Shelby Rogers | Nicola Slater Coco Vandeweghe     | 3–6, 6–7(4–7)     |